# 颱風夏浪 (2019年)
颱風夏浪（英語：Typhoon Halong，國際編號：1923，聯合颱風警報中心：WP242019）是2019年太平洋颱風季第23個被命名的風暴。「夏浪」一名由越南提供，即當地著名風景區下龍灣。

## 發展過程
10月31日下午1時，一個熱帶擾動在馬紹爾群島附近海域生成，美國海軍研究實驗室給予擾動編號99W。
11月1日下午1時15分，聯合颱風警報中心將評級提升為「中」。
11月2日上午8時，日本氣象廳將其升為熱帶低氣壓。下午4時半，聯合颱風警報中心將其評級提升為「高」，並對其發布熱帶氣旋形成警報。晚間8時，日本氣象廳跳過烈風警報，直接對其發佈海上暴風警報，同時台灣中央氣象局將其升格為熱帶低氣壓，給予編號29。晚間10時，聯合颱風警報中心將其升熱帶低氣壓，給予熱帶氣旋編號24W。晚間11時，日本氣象廳將其升格為熱帶風暴，給予國際編號1923，並命名「夏浪」。
11月3日凌晨2時，台灣中央氣象局將其升格為輕度颱風，不久後，聯合颱風警報中心將其升格為熱帶風暴。上午8時，中國國家氣象中心亦跟隨升格，並於下午8時將其升格為強熱帶風暴。
11月4日凌晨2時，日本氣象廳其升格為強烈熱帶風暴。不久後，聯合颱風警報中心將其升格為颱風。上午8時，中國國家氣象中心跟隨。同日晚上8時，台灣中央氣象局將其升格為中度颱風。
11月5日上午2時，中國國家氣象中心將其升格為強颱風。並於上午8時將其升格為超強颱風。下午5時，聯合颱風警報中心將其升格為超級颱風。晚間8時，日本氣象廳將夏浪的風速上調至每小時215公里，超越同年10月的颱風海貝思，成為本年度最強的熱帶氣旋。晚間8時，台灣中央氣象局將其升格為強烈颱風。
隨著夏浪逐漸接近西風帶，夏浪的風眼在6日下午被填塞，結構亦逐漸被切離。11月7日凌晨2時，台灣中央氣象局將其降格為中度颱風，不久後，聯合颱風警報中心將其降格為颱風。日本氣象廳亦同時將夏浪的風速下調每小時185公里。
11月9日凌晨2時，日本氣象廳將其降格為強烈熱帶風暴。上午8時，日本氣象廳表示哈隆轉化為溫帶氣旋。下午11時，聯合颱風警報中心對其發布最後警告。

### 事後調整
中國國家氣象中心在2020年4月20日下午發出的最佳路徑中，把夏浪的巔峰風速上調至每小時245公里，氣壓下調至905百帕。聯合颱風警報中心在2020年9月16日發布的最佳路徑中，把夏浪的巔峰風速上調至每小時305公里，追平1979年颱風泰培的紀錄。

## 外部連結
| 太平洋颱風季             |
| 主題頁 - 專題 - 編輯指南 |

- （日語）日本氣象廳首頁 （页面存档备份，存于）
- （英文）聯合颱風警報中心首頁 （页面存档备份，存于）
- （简体中文）中央氣象台首頁
- （繁體中文）中央氣象局首頁 （页面存档备份，存于）
- （繁體中文）香港天文台首頁 （页面存档备份，存于）
- （繁體中文）澳門地球物理暨氣象局首頁 （页面存档备份，存于）
- （英文）菲律賓大氣地球物理和天文管理局 惡劣天氣公告
- （泰文）泰國氣象局首頁 （页面存档备份，存于）